# Offshore-Windpark Wikinger
Der Windpark Wikinger ist ein Offshore-Windpark (OWP) in der deutschen Ausschließlichen Wirtschaftszone (AWZ) der Ostsee, bestehend aus 70 Windenergieanlagen. Er soll Strom für 350.000 Haushalte liefern. Dies entspricht mehr als 20 % des Stromverbrauchs von Mecklenburg-Vorpommern. Der Windpark wurde vom spanischen Energieversorger Iberdrola etwa 35 Kilometer nordöstlich der Insel Rügen gebaut. Die Investitionskosten betragen 1,4 Mrd. Euro.

## Lage
Der Windpark befindet sich am nordöstlichen Rand der deutschen AWZ in der Ostsee, 25 Seemeilen südwestlich der dänischen Ostseeinsel Bornholm, und ungefähr 7 Seemeilen nordwestlich des Adlergrundes. Er steht auf einer Fläche von 34 Quadratkilometern. Die Wassertiefen im Gebiet des Windparks betragen etwa 32 bis 42 Meter.
Direkt südöstlich des Windparks befindet sich der Offshore-Windpark Arkona-Becken Südost mit 60 Windenergieanlagen.

## Geschichte
Auf den Antrag der Arcadis Consult GmbH in Rostock vom 19. September 2002 wurde die erste Genehmigung für den Bau und Betrieb des damals noch Ventotec Ost 2 genannten Windparks mit 80 Windenergieanlagen in der AWZ am 16. Mai 2007 vom hier zuständigen Bundesamt für Seeschifffahrt und Hydrographie an die Ventotec Ost 2 KG erteilt. Am 28. September 2015 erfolgte die Genehmigung des geänderten und jetzt 70 Anlagen umfassenden Windparks an die Iberdrola Renovables.
Im Februar 2016 wurde um das Baufeld auf See eine Sicherheitszone mit Befahrensverbot für nicht autorisierte Fahrzeuge um die vorgesehenen Standorte der äußeren Windenergieanlagen eingerichtet. Daraufhin konnte im März 2016 mit dem Bau des Windparks begonnen werden. Am 8. August 2016 wurde die Umspannplattform in der Navantia-Schiffswerft in San Fernando (Spanien) fertiggestellt. Sie wurde dann ins Baugebiet der Ostsee verschifft und dort noch im August errichtet. Die Gründung der Jacket-Fundamente und die Verlegung der Innerpark-Verkabelung wurden im Januar 2017 abgeschlossen. Die erste Windenergieanlage wurde im Februar 2017 installiert. Bis Juli 2017 war die Hälfte aller Anlagen errichtet, Ende Oktober wurde die letzte Anlage installiert. Die Aufnahme des Probe- und Einstellbetriebes aller Anlagen erfolgte am 29. Dezember 2017. Ende Oktober 2018 wurde der Windpark offiziell eingeweiht.
Im September 2022 wurde bekannt, dass Iberdrola 49 % am Windpark an Energy Infrastructure Partners, einen Schweizer Vermögensverwalter verkauft.

## Technischer Aufbau

### Fundamente
Die Fundamente wurden mit dem Spezialschiff Giant 7 installiert. Sie stammten aus dem spanischen Ort Aviles. Die Jacket-Fundamente wurden bis zu 40 Meter tief in den Meeresboden verankert. Die Wassertiefe beträgt dort etwa 31 bis 43 Meter.

### Windenergieanlagen
Die Windenergieanlagen haben eine installierte Leistung von jeweils 5 Megawatt. Es handelt sich um Anlagen vom Typ Adwen AD 5-135. Der Rotordurchmesser beträgt 135 Meter. Insgesamt hat der Park mit seinen 70 Anlagen eine Leistung von 350 Megawatt. Eine Anlage ist 165 m hoch, der Rotor hat einen Durchmesser von 135 m mit drei jeweils 67,5 m langen Flügeln, das Maschinenhaus hat ein Gewicht von 222 t.
Die Anlagen wurden im Ausrüstungshafen Mukran Port auf Rügen vormontiert und ab Februar 2017 mit Hilfe des Errichterschiffes „Brave Tern“ auf die Fundamente montiert.

### Netzanbindung
Die Umspannplattform mit dem Namen „Andalucía“ ruht auf einer Jacket-Gründung aus sechs Pfählen und wiegt zusammen 8500 Tonnen.
Die 70 Windenergieanlagen sind auf 33 kV Mittelspannungsebene mit der Umspannplattform im Windpark verbunden, die den Strom auf Höchstspannung von 220 kV transformiert. Von dort aus wird der Strom gebündelt über das Dreiphasenwechselstrom-Seekabel „Ostwind 1“ in das Umspannwerk nach Lubmin ans Festland übertragen. Ostwind 1 besteht aus drei Leitungssystemen, hat je System eine Länge von 90 km auf See und 3 km an Land. Für den Netzanschluss ist das Unternehmen 50Hertz Offshore zuständig.
Außerdem besteht eine elektrische Verbindung zur Umspannplattform „Arkona“ im benachbarten Offshore-Windpark Arkona.

## Wikinger Süd
In der Ausschreibung um Netzanschlusskapazität erhielt Iberdrola im April 2018 einen Zuschlag nach dem Windenergie-auf-See-Gesetz über 10 Megawatt zur Erweiterung im südöstlich des bestehenden Windparks gelegenen Gebietes innerhalb der deutschen AWZ. Im April 2022 widerrief die Bundesnetzagentur diesen Zuschlag von Amts wegen, da Iberdrola keinen rechtzeitigen Nachweis über eine bestehende Finanzierung für die Errichtung der Windenergieanlagen im Umfang der bezuschlagten Gebotsmenge erbrachte. Das BSH beendete daraufhin das Planfeststellungsverfahren am 22. Juni 2022.

## Betrieb
Iberdrola nutzt für 25 Jahre ein Gelände im Mukran Port am Liegeplatz 1 als Wartungs- und Servicepunkt. Hier steht das Betriebsgebäude, errichtet durch das Bauunternehmen Goldbeck. Ende März 2017 wurde das Gebäude vom Mecklenburg-Vorpommerischen Energieminister Christian Pegel feierlich eröffnet.
Durch den Betrieb des Windparks soll die Entstehung von 600.000 Tonnen CO2 pro Jahr vermieden werden. Durch das Projekt entstehen 100 direkte und indirekte Arbeitsplätze.